# Assassin's Creed Valhalla : L'Aube du Ragnarök
Assassin's Creed Valhalla : L'Aube du Ragnarök (en anglais, Assassin's Creed Valhalla: Dawn of Ragnarök) est un contenu téléchargeable additionnel (DLC) de Assassin's Creed Valhalla développé par Ubisoft Sofia et édité par Ubisoft. Cette extension est sortie en mars 2022.
L'Aube du Ragnarök est la troisième et dernière grosse extension de Assassin's Creed Valhalla. Il a reçu un accueil mitigé de la part des publications spécialisées du jeux vidéo.

## Développement et sortie
L'Aube du Ragnarök est le troisième DLC d'Assassin's Creed Valhalla. Ce contenu additionnel est sorti le 10 mars 2022.